# Hermann Obenhuber
Hermann Obenhuber (* 12. Januar 1959) ist ein ehemaliger deutscher Fußballspieler.

## Sportlicher Werdegang
Obenhuber entstammt der Jugend des 1. Würzburger FV 04. Beim seinerzeitigen Zweitligisten rückte der Teenager unter Trainer Rudolf Kröner im Laufe der Spielzeit 1977/78 in die Wettkampfmannschaft auf, beim 2:2-Remis im Oktober 1977 gegen den Freiburger FC debütierte er als Einwechselspieler für Ewald Schmid in der zweithöchsten Spielklasse. Im Dezember feierte er beim 3:2-Erfolg über Wormatia Worms sein Startelfdebüt, das er mit dem Treffer zur 1:0-Führung krönte. Zugleich war dies sein einziges Zweitligaspiel über die komplette Spieldauer, weder unter Kröner noch unter dessen Nachfolger Josef Becker konnte er sich durchsetzen. Nach 20 Zweitligaspielen in zwei Spielzeiten verabschiedete er sich in Richtung Amateurfußball.
Im Sommer 1979 schloss Obenhuber sich dem in die viertklassige Verbandsliga Baden aufgestiegenen FV Lauda an. Mit dem Klub stieg er 1981 in die Oberliga Baden-Württemberg auf. Unter Trainer Richard Saller kam er regelmäßig zum Einsatz und traf in den folgenden zwei Spielzeiten jeweils zweistellig. Vor Beginn der Spielzeit 1983/84 übernahm Martin Kübler als Spielertrainer das Traineramt, nachdem die Mannschaft auf den Abstiegsplätzen rangierte, kehrte Saller jedoch zurück. Allerdings blieb auch unter seiner Leitung der Erfolg aus, während Obenhuber nur fünf Saisontreffer gelangen, stieg die Mannschaft um Siegfried Scherzer, Roland Gerber und Jako-Gründer Rudi Sprügel in die Viertklassigkeit ab.
Nach dem Abstieg kehrte Obenhuber nach Würzburg zurück, wo er sich den Würzburger Kickers anschloss. Nach einer Spielzeit kehrte er zum FV Lauda zurück, der den direkten Wiederaufstieg in die Oberliga geschafft hatte. Hier lief er in den folgenden beiden Spielzeiten unregelmäßig auf und bestritt noch 23 Oberligaspiele, in denen er sieben Tore schoss. Nach dem erneuten Abstieg des FV Lauda verliert sich seine fußballerische Spur.
Obenhuber ließ sich in Kist im unterfränkischen Landkreis Würzburg nieder, wo er ab 1989 als Anlageberater und später auch Versicherungsvermittler tätig war.